# IP-code

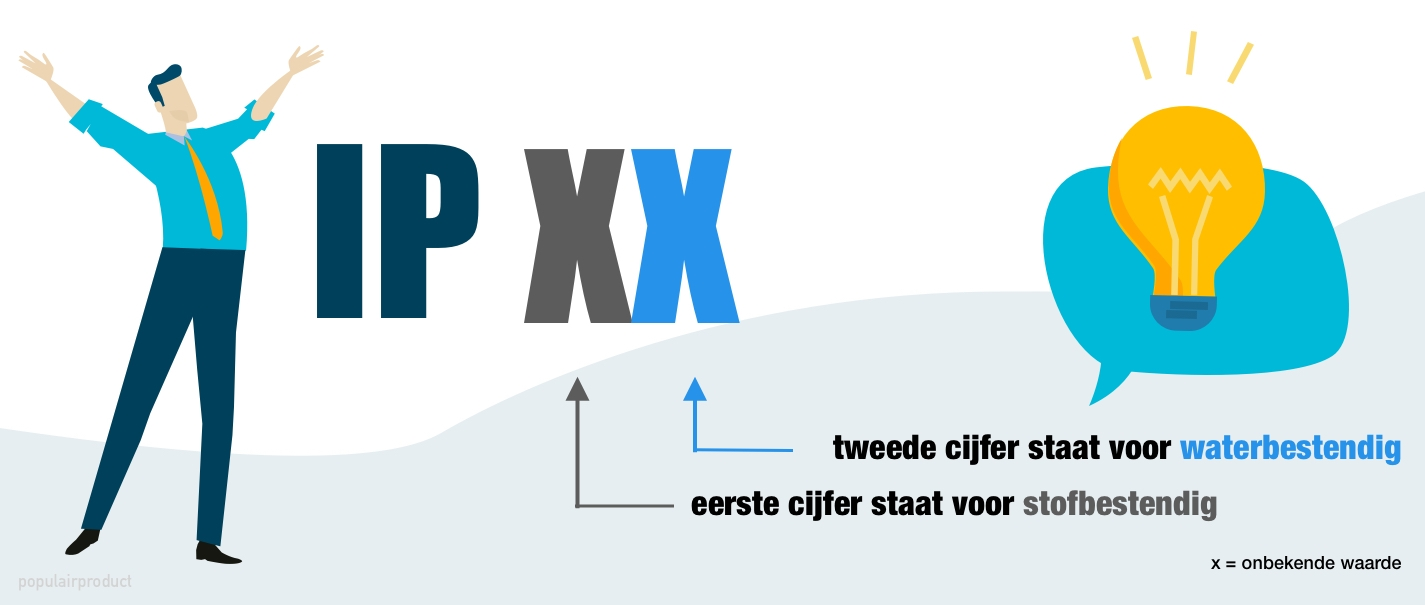
Illustratie waarin het verschil tussen het eerste en tweede cijfer van de IP-code wordt uitgelegd

De IP-codering (International Protection Rating, ook soms Ingress Protection) op elektrische apparaten is een aanduiding voor de mate van beveiliging van de constructie van elektrische of elektronische apparatuur tegen eigen schade door gebruik in "vijandige omgevingen" en tegen eventueel gevaar voor de gebruiker.
De IP-aanduiding is internationaal genormaliseerd in de norm IEC 60529. De IP-aanduiding heeft twee cijfers: het eerste geeft de beschermingsgraad tegen aanraken en indringen van voorwerpen, het tweede de beschermingsgraad tegen vocht.
Voorbeeld: een apparaat met de aanduiding IP 54 is een stofbestendig en plensdicht toestel.
Er ligt, al jaren, een voorstel voor een 3e kencijfer; "mechanische bestendigheid". Naast de bescherming van materieel tegen voorwerpen, stof en water is het in bepaalde omstandigheden ook van belang dat materieel beschermd is tegen mechanische krachten (stootenergie). Om de bestendigheid tegen stootenergie aan te geven is er een voorstel voor een 3e cijfer. Dit cijfer is nog niet genormaliseerd, wel wordt het in een aantal landen zoals Frankrijk gebruikt.

## Beschermingsgraad tegen aanraking en binnendringende voorwerpen
Op de plaats van de x kan het tweede cijfer gedacht worden, ook kan met de 'x' bedoeld worden dat de bescherming tegen vocht niet van belang is.
| IP | Bescherming tegen      | Betekenis |
| -- | ---------------------- | --- |
| 0x | Geen bescherming       | |
| 1x | Grote voorwerpen       | Bescherming tegen toevallige, oppervlakkige aanraking met de hand. Beschermd tegen indringen van vaste voorwerpen groter dan 50 mm                      |
| 2x | Middelgrote voorwerpen | Bescherming tegen aanraking met de vinger. Aanraakveilig alleen voor meetapparaten. Beschermd tegen indringen van vaste voorwerpen groter dan 12,5 mm   |
| 3x | Kleine voorwerpen      | Bescherming tegen aanraking met een werktuig. Aanraakveilig alleen voor meetapparaten. Beschermd tegen indringen van vaste voorwerpen groter dan 2,5 mm |
| 4x | Spitse voorwerpen      | Bescherming tegen aanraking met een werktuig. Beschermd tegen aanraking met een draad. Beschermd tegen indringen van vaste voorwerpen groter dan 1 mm   |
| 5x | Stofbescherming        | Aanrakingsveilig doordat de behuizing geheel dicht is. Geen volledige bescherming tegen stof maar wel voldoende om de goede werking niet te hinderen.   |
| 6x | Stofvrij               | Aanrakingsveilig doordat de behuizing geheel dicht is. Volledige bescherming tegen stof.                                                                |

## Beschermingsgraad tegen vocht
Ter informatie zijn de vergelijkbare Japanse Industriële Standaard (JIS) en IEC benamingen opgenomen. Op de plaats van de x moet het eerste cijfer gedacht worden.
| IP | JIS   | IEC   | Klasse            | Betekenis                                                                                 |
| -- | ----- | ----- | ----------------- | ----------------------------------------------------------------------------------------- |
| 0  | JIS 0 | IP-x0 | Geen              | Geen bescherming                                                                          |
| 1  | JIS 1 | IP-x1 | Drupdicht Type I  | Geen schade indien onderhevig aan vallende druppels                                       |
| 2  | JIS 2 | IP-x2 | Drupdicht Type II | Geen schade indien onderhevig aan vallende druppels op een 15° gekanteld apparaat.        |
| 3  | JIS 3 | IP-x3 | Spatdicht         | Geen schade indien besproeid (10 l/min) onder een hoek -60° tot 60°                       |
| 4  | JIS 4 | IP-x4 | Plensdicht        | Geen schade indien besproeid (10 l/min) onder eender welke hoek                           |
| 5  | JIS 5 | IP-x5 | Sproeidicht       | Geen schade indien bespoten (12,5 l/min) onder eender welke hoek                          |
| 6  | JIS 6 | IP-x6 | Waterbestendig    | Geen waterindringing indien bespoten (100 l/min) onder eender welke hoek                  |
| 7  | JIS 7 | IP-x7 | Dompeldicht       | Geen waterindringing indien ondergedompeld (30 min op 1 m)                                |
| 8  | JIS 8 | IP-x8 | Waterdicht        | Blijft bruikbaar onder water onder opgegeven omstandigheden                               |
| 9  | JIS 9 | IP-x9 | Vochtdicht        | Blijft bruikbaar bij een vochtigheidsgraad van meer dan 90% of besproeien onder hoge druk |

## Beschermingsgraad tegen mechanische krachten
| IP | IP     | Stootenergie in joule |
| -- | ------ | --------------------- |
| 0  | IP-xx0 | Geen                  |
| 1  | IP-xx1 | 0,225                 |
| 2  | IP-xx2 | 0,375                 |
| 3  | IP-xx3 | 0,500                 |
| 4  | IP-xx4 |                       |
| 5  | IP-xx5 | 2,000                 |
| 6  | IP-xx6 |                       |
| 7  | IP-xx7 | 6,000                 |
| 8  | IP-xx8 |                       |
| 9  | IP-xx9 | 10,000                |

N.B.: Op de plaats van de x moeten de andere cijfers gedacht worden.
Doordat dit derde cijfer niet genormaliseerd is en op verschillende manieren gebruikt is, werd in 1995 een nieuwe norm opgesteld (BS EN 50102), speciaal gericht op bescherming tegen mechanische krachten met de klassificering van IK00 tot IK10. Deze norm is in 2002 aangepast tot EN 62262:2002, waarin op eenduidige wijze wordt aangeven hoeveel Joule de behuizing moet kunnen weerstaan en op welke manier dit getest dient te worden. Hiermee is het gebruik van het derde cijfer in de IP codering komen te vervallen.

## Aanvullende letters
Deze standaard biedt ook aanvullende letters om aan te geven welke bescherming wordt geboden tegen aanraking van gevaarlijke delen door personen binnen het omhulsel (elektrische kast):
| Letter | Bescherming tegen aanraking door | Diameter | Lengte |
| ------ | -------------------------------- | -------- | ------ |
| A      | Rug van de hand                  | 50 mm    | –      |
| B      | Vinger                           | 12 mm    | 80 mm  |
| C      | Gereedschap                      | 2,5 mm   | 100 mm |
| D      | Draad                            | 1 mm     | 100 mm |

De volgende letters kunnen aanvullende informatie geven over de bescherming van het apparaat:
| Letter | Betekenis                                  |
| ------ | ------------------------------------------ |
| K      | Oliebestendig                              |
| H      | Hoogspanningsapparaat                      |
| M      | Apparaat beweegt tijdens de vochttest      |
| S      | Apparaat beweegt niet tijdens de vochttest |
| W      | Weerscondities                             |